# VGA (разъём)

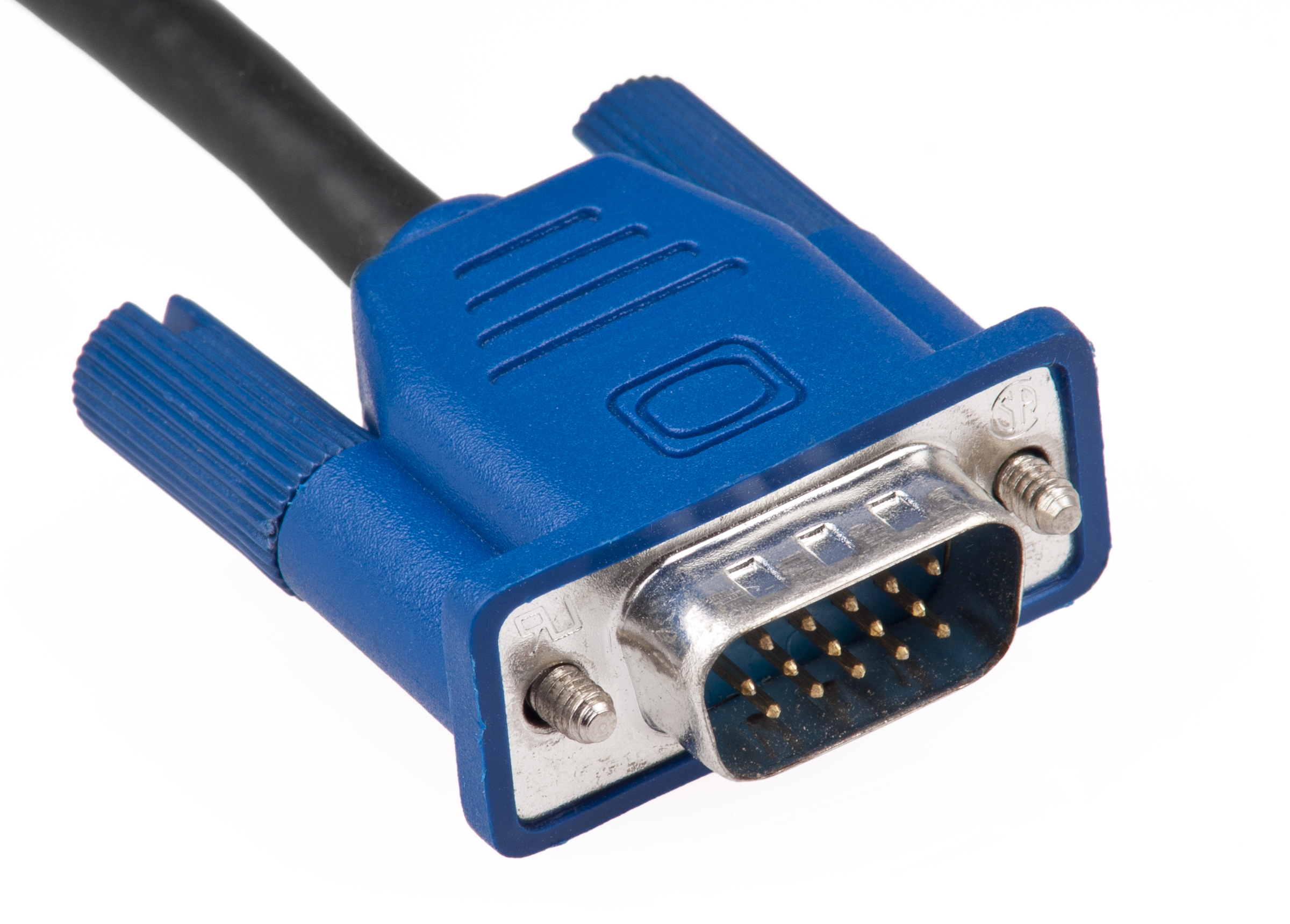
VGA - кабель

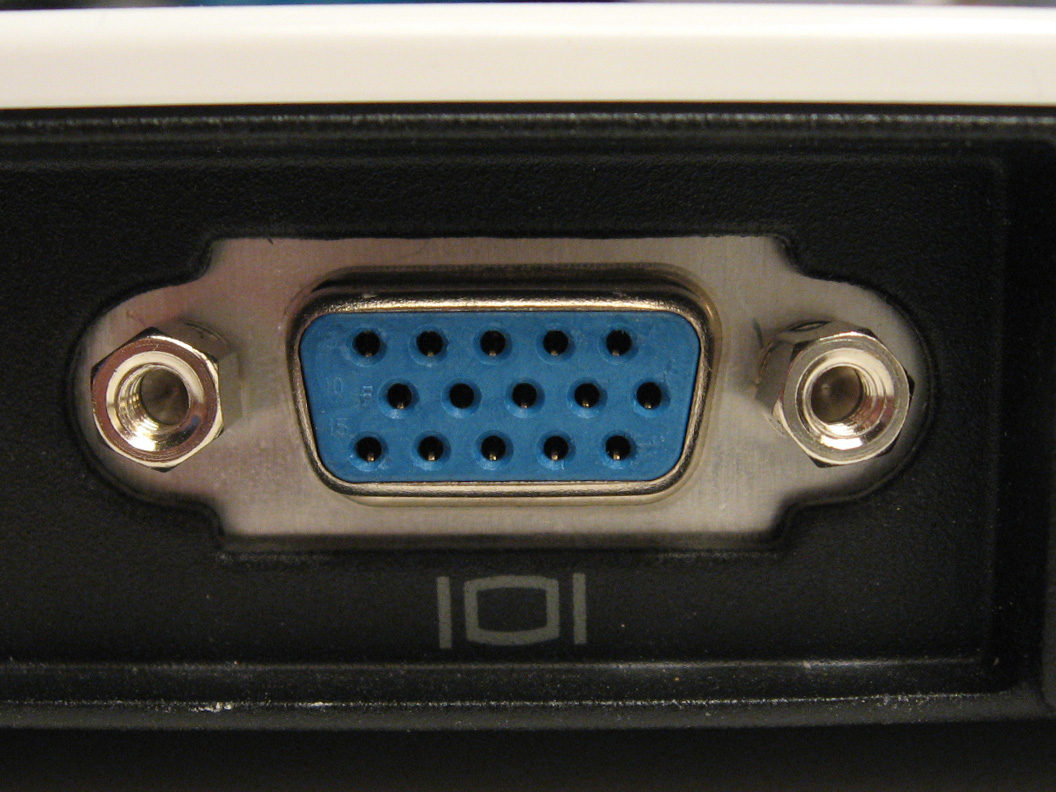
VGA - порт для кабеля

VGA (разъём) — 15-контактный субминиатюрный аналоговый разъём для подключения мониторов по стандарту видеоинтерфейса VGA (англ. Video Graphics Array).
VGA разработан в 1987 году и предназначен для ЭЛТ-мониторов. Также данным интерфейсом все еще оснащаются многие проигрыватели DVD и многие плазменные, ЖК-телевизоры и ЖК-мониторы.
VGA работает по обычному принципу горизонтально-вертикальной развёртки. Изменением напряжения на RGB-пинах в ЭЛТ изменяется интенсивность луча электронных пушек кинескопа и, соответственно, яркости светового пятна на экране. Максимальное напряжение сигнала RGB-пинов составляет 0,7 В макс (входное сопротивление 75 Ом).
На устройствах — как на источниках сигнала (видеокарты), так и на приёмниках (мониторы) — размещают розетку DE15F с отверстиями в пластиковой вставке синего, как правило, цвета, а на кабелях вилку DE15M с контактными штырьками. Исключением являются удлинители или переходники, также снабжаемые розеткой, для присоединения обычных VGA-кабелей.

## Расположение и назначение контактов 15-штыревого (пинового) разъёма

Цоколёвка разъёма

Описывается расположение и назначение 15-штыревого (пинового) вилки/гнезда VESA DDC2/E-DDC. Нумерация в списке соответствует цифрам на иллюстрации справа разъёма-«мамы» (гнезда) справа налево, сверху вниз:
1. RED — красный канал видео;
2. GREEN — зелёный канал видео;
3. BLUE — синий канал видео;
4. ID2/RES — ранее второй бит ID монитора, стал зарезервирован с появлением E-DDC;
5. GND — земля горизонтальной синхронизации;
6. RED_RTN — земля красного канала;
7. GREEN_RTN — земля зелёного канала;
8. BLUE_RTN — земля синего канала;
9. KEY/PWR — ранее ключ (отсутствовал контакт в вилке), сейчас +5 В постоянного тока для E-DDC (узлы E-DDC работают при отключенном питании монитора);
10. GND — земля вертикальной синхронизации и DDC;
11. ID0/RES — ранее нулевой бит ID монитора, стал зарезервирован с появлением E-DDC;
12. ID1/SDA — ранее первый бит ID монитора, стал использоваться для I²C с появлением DDC2;
13. HSync — горизонтальная синхронизация;
14. VSync — вертикальная синхронизация;
15. ID3/SCL — ранее третий бит ID монитора, линия тактирования I²C с появлением DDC2.

## Отказ от разъёма
К 2010-м годам VGA считается устаревшим и активно вытесняется цифровыми интерфейсами DVI, HDMI и DisplayPort. Крупнейшие производители электроники Intel и AMD объявили о полном отказе от поддержки VGA в 2015 году. Мониторы, имеющие разъём VGA, можно подключить к видеоадаптеру с DVI-I выходом посредством переходника, поскольку часть линий разъёма DVI в целях совместимости являются интерфейсом VGA (за исключением формата DVI-D, в котором аналоговые линии отсутствуют). В настоящее время современные ноутбуки также лишены этого разъёма, подключение их к монитору или телевизору без переходника возможно только посредством HDMI, который, как правило, сейчас встречается в подавляющем большинстве моделей ноутбуков.
На сегодняшний день практически все производители видеокарт и мониторов отказались от этого разъёма, что в случае несовместимости и наличия только цифровых видеовыходов (присутствует только HDMI, Display Port, DVI-D) и аналогового видеоинтерфейса требует покупки переходника-конвертера для подключения старого монитора к новой видеокарте. Однако с момента выхода Windows 10 версии 1803 (благодаря изменениям в WDDM), появилась возможность транслировать изображение с новой дискретной видеокарты на встроенную графику (подобно двойной графике в ноутбуках), которая имеет данный разъём, таким образом можно подключить старый VGA монитор к выходу на материнской плате и работать при этом с дискретной видеокартой, где данный видеовыход отсутствует. Для активации такого режима работы в Windows 10, нужно в настройках системы указать приложениям с каким видеоадаптером им работать, но некоторые приложения или игры способны сами определять на какой графике они будут запускаться.
Важно: Такую поддержку гарантировано обеспечивают процессоры Intel не ниже поколения Haswell и видеокарты nVidia поколения Kepler (600 серия). Для оптимальной производительности данного cross-adapter clone mode настоятельно рекомендуется (по описанию в документации nVidia) последняя актуальная версия Windows 10 с последними обновлениями, а также свежие драйверы как на видеоядро, так и на дискретную видеокарту. Минимально более оптимальную работу обеспечивает связка с поддержкой HAGS, например, процессор поколения Kaby Lake вместе с Pascal.
Ранее аналогичную возможность предоставлял аппаратно-программный комплекс LucidLogix, но материнские платы с её наличием встречались реже и были значительно дороже. Так же всё выше указанное может способствовать повышению производительности игр и тяжёлых 3D-приложений как CAD, и прочих или распределить задачи компьютера так, чтобы одновременно производились тяжёлые вычисления (рендеринг видео, майнинг) на дискретной видеокарте и при этом можно было продолжать использовать компьютер с «слабыми» приложениями, нагрузка которых будет переходить на встроенное видеоядро. Как бонус, такой способ даёт возможность использовать FreeSync с видеокартой, которая его не поддерживает. Плюс рациональное использование этого функционала способно снизить энергопотребление и нагрев системы в целом.

## Галерея

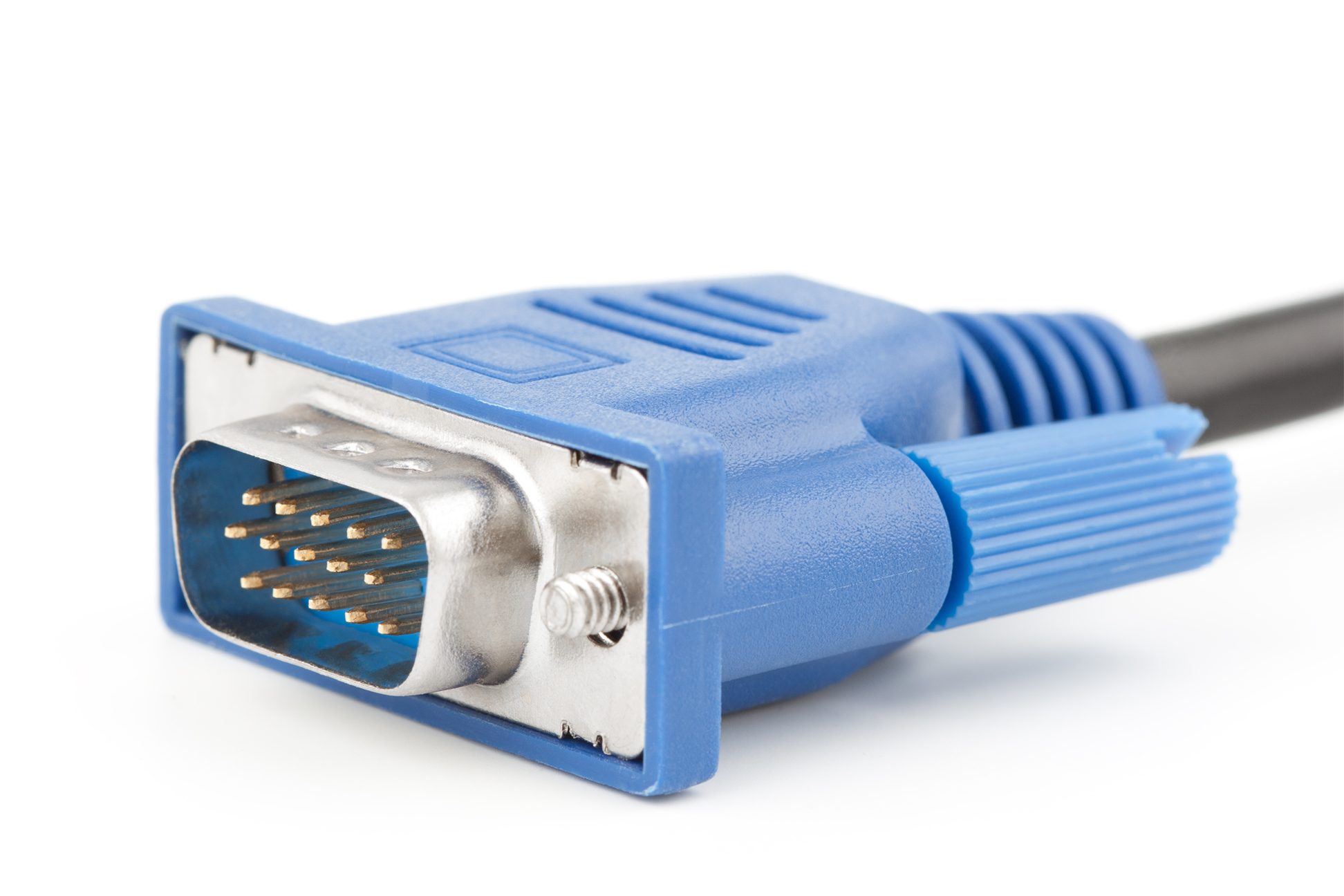
Разъём DE15M, он же VGA (D-Sub 15 или DB15HD — неофициальные названия) на обоих концах кабелей, использующихся для передачи RGB-видеосигнала на монитор
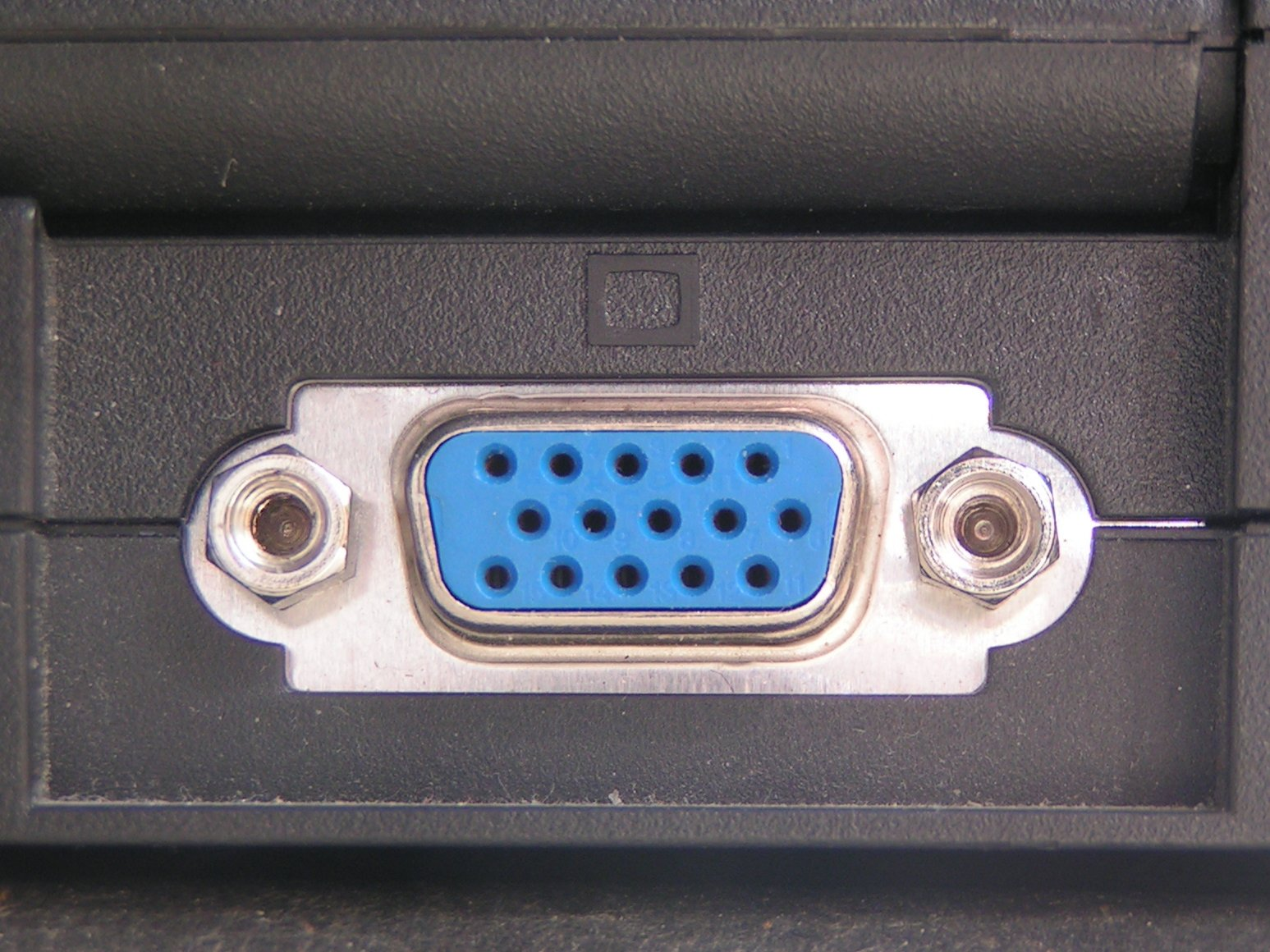
Вид розетки на устройстве, как на видеокарте, так и на мониторе
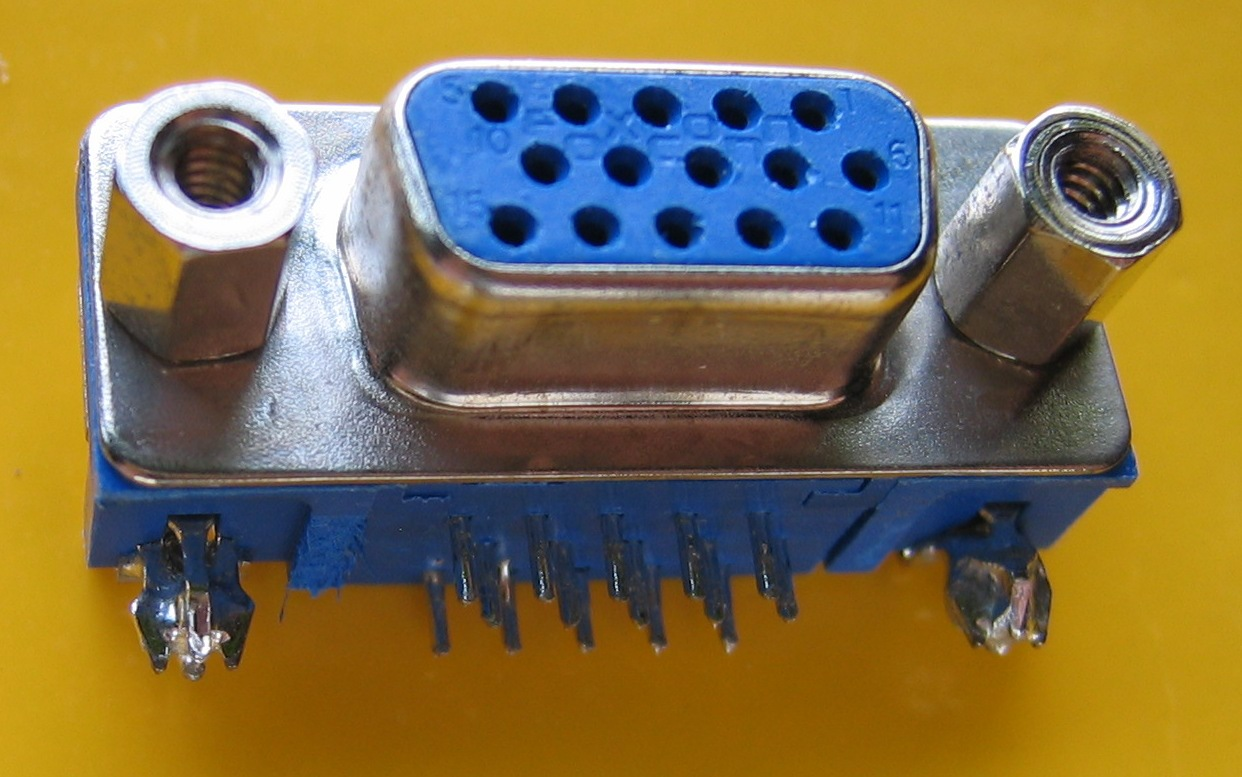
Розетка, предназначаемая для впаивания на плату
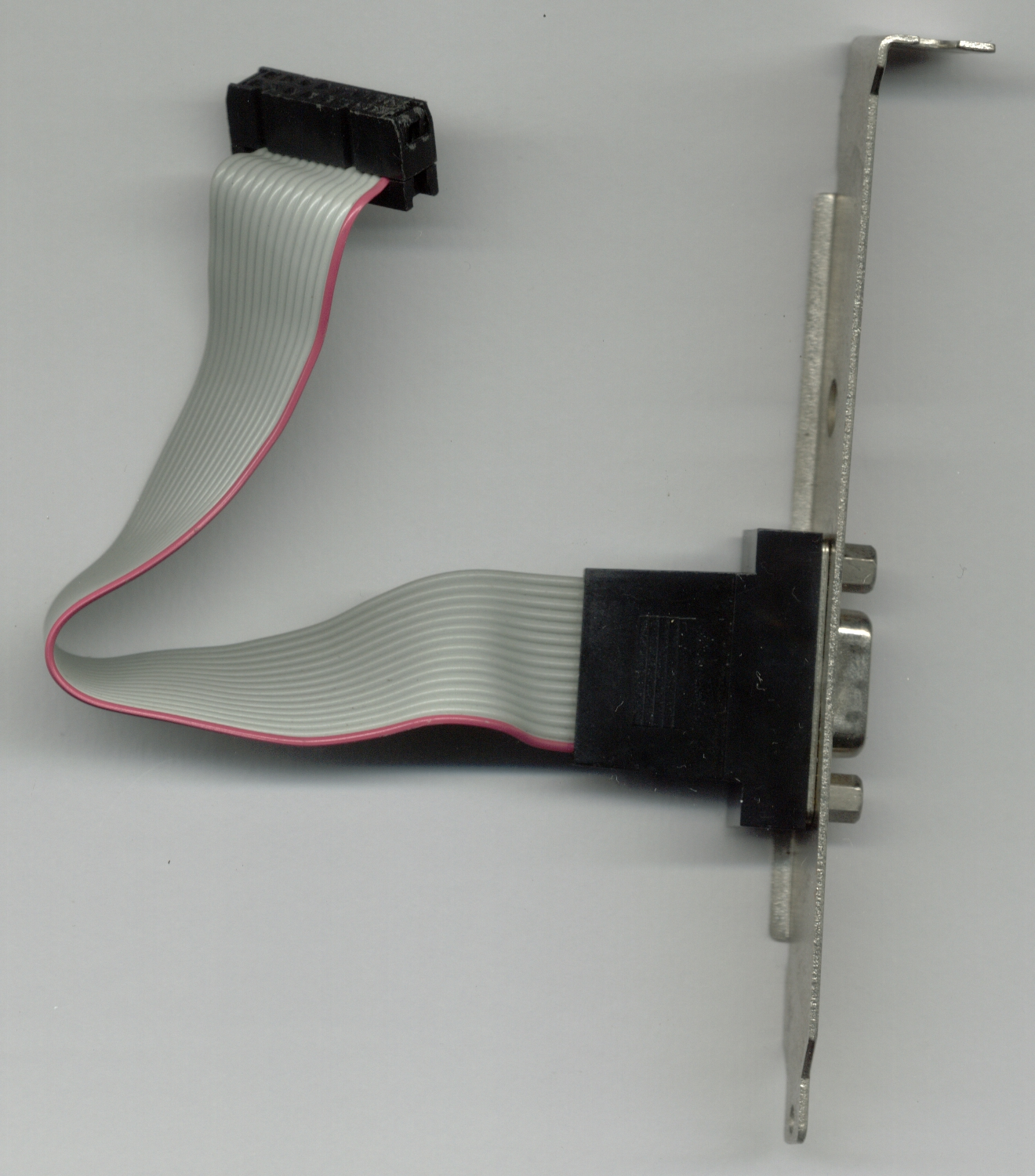
Может быть в виде подключаемой розетки
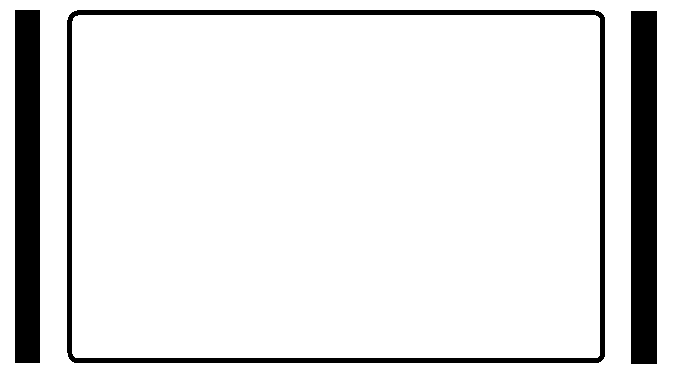
Пиктограмма разъёма
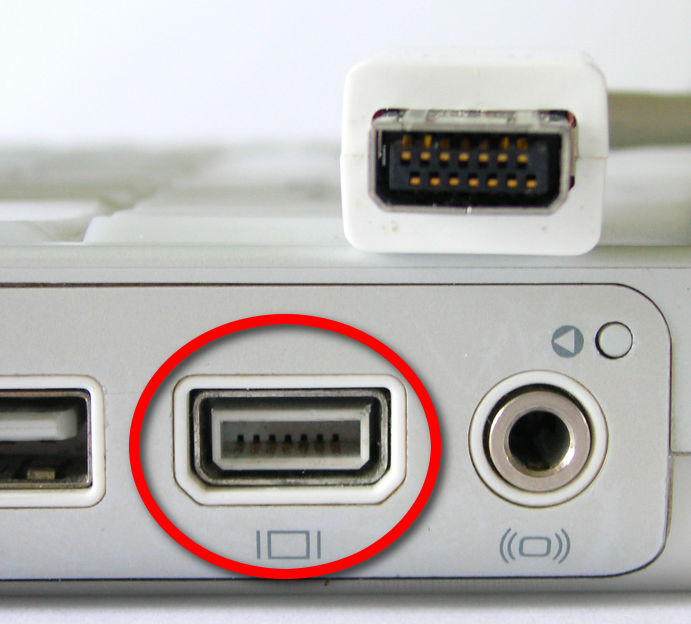
Порт с розеткой mini-VGA (отмечен красным кругом)
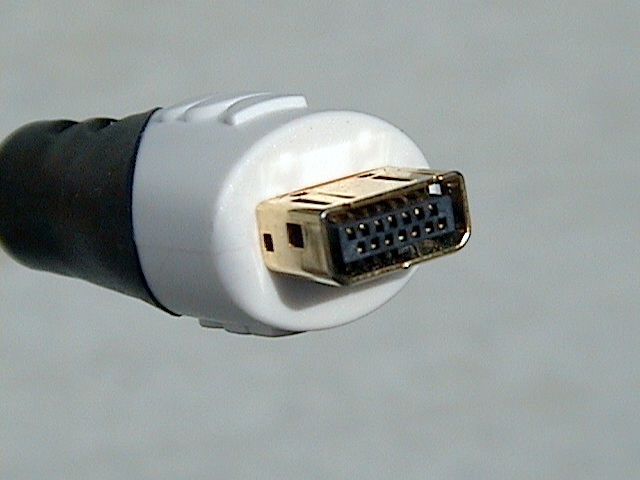
Кабель с разъёмом mini-VGA
Расположение контактов в разъёме mini-VGA
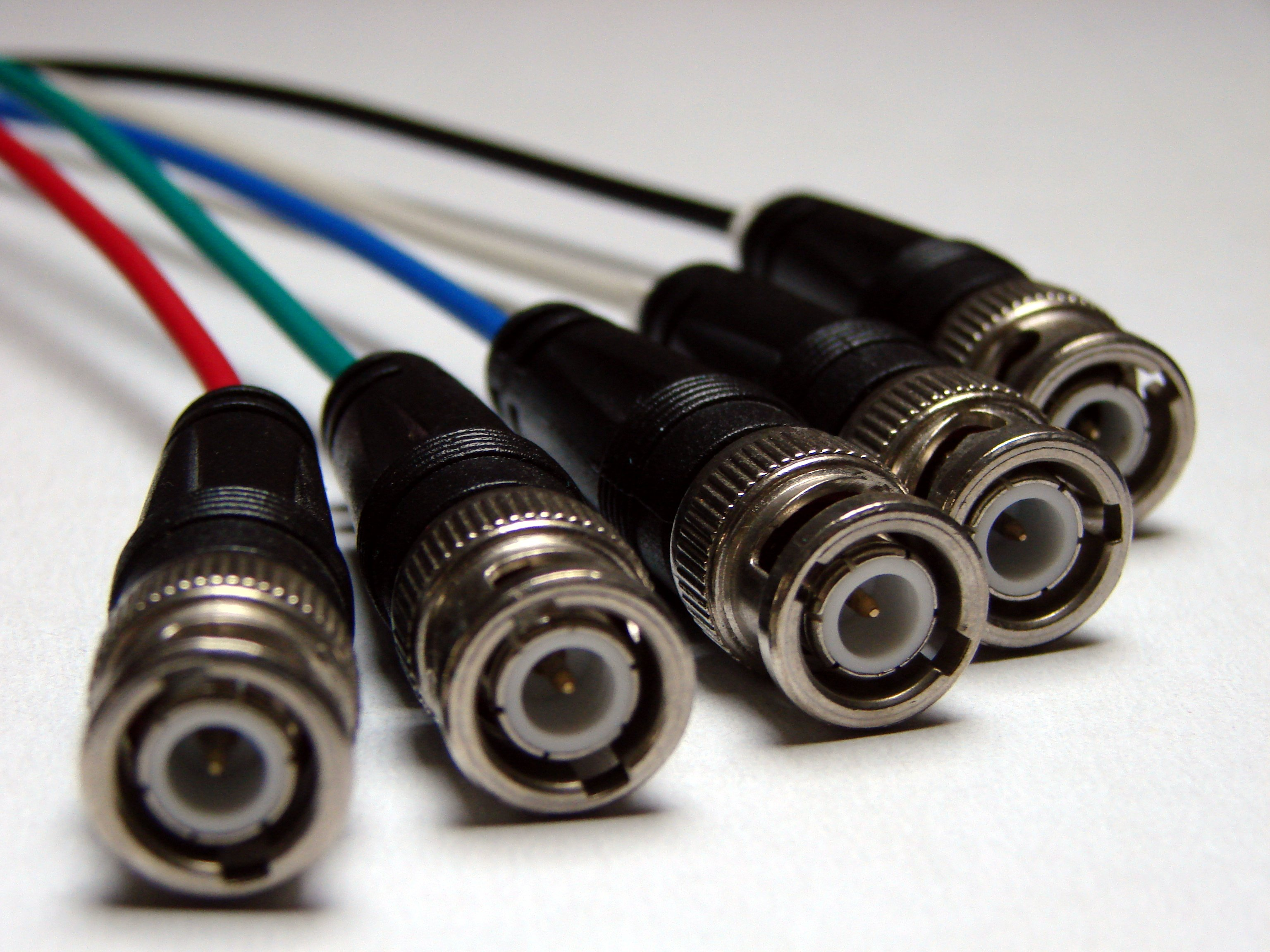
Разъём VGA c BNC-разъёмом
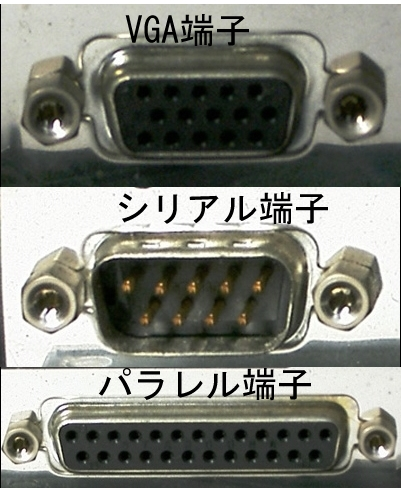
Переход с 15-контактного разъёма на 9 и 25 контактов